# Gminny Zakład Komunikacyjny w Rędzinach
Gminny Zakład Komunikacyjny w Rędzinach – zakład budżetowy gminy Rędziny zajmujący się autobusowym transportem zbiorowym na terenie gminy Rędziny i miasta Częstochowy. GZK Rędziny istnieje od 1991 roku. Gmina Rędziny jest jedną z nielicznych gmin wiejskich w Polsce, która posiada własną komunikację.

## Linie
Gminny Zakład Komunikacyjny w Rędzinach obsługuje trzy linie: R, Rk i Rm, które łączą Gminę Rędziny z miastem Częstochowa, a także przewozy szkolne dla uczniów szkół dziennych podstawowych i gimnazjalnych zlokalizowanych na terenie gminy Rędziny.
Od 1 października 2017 r. 1 kurs ranny i 1 popołudniowy, dla uczniów z Marianki Rędzińskiej i Rędzin, zostały przekształcone w linię regularną wewnętrzną i oznaczone  „W wewnętrzny”. Od 17 września 2018 r. dwa wspomniane  kursy linii wewnętrznej „W” zyskały trzy kolejne kursy okrężne z przystankiem początkowym i końcowym przy ul.Działkowiczów  (Ośrodek Zdrowia i „wygasające” Gimnazjum) w Rędzinach.Kolejne trzy kursy „nieszkolne” nie cieszyły się powodzeniem  i z dniem 21.12.2018r. zostały zlikwidowane. W sumie linia „W” liczyła 5 kursów o charakterze okrężnym, o różnych wariantach taras przebiegających przez prawie całą Gminę Rędziny.
W dzień Wszystkich Świętych GZK zapewnia połączenie z sąsiednią gminą Mstów (Rędziny Urząd Gminy – Mstów Rynek przez Rudniki, Konin, Wancerzów). GZK posiada własną zajezdnię z halą napraw oraz stacją paliw. Rędziński przewoźnik obecnie ma swoją siedzibę w Rudnikach przy ulicy Dworcowej 8.
| Linie GZK Rędziny | Linie GZK Rędziny        | Linie GZK Rędziny          | Linie GZK Rędziny                                                    |
| Linia             | Kierunek                 | Kierunek                   | Uwagi                                                                |
| ----------------- | ------------------------ | -------------------------- | -------------------------------------------------------------------- |
| R / RL            | Częstochowa Piłsudskiego | Konin Wapienna / Latosówka | przez Rędziny, Rudniki, RL wydłużone kursy do Latosówka gm.Mstów     |
| Rk / RkZ          | Częstochowa Piłsudskiego | Karolina                   | przez Rędziny, Rudniki, Kościelec RkZ kursy przez Zajazd Wysoczański |
| Rm                | Częstochowa Piłsudskiego | Marianka Rędzińska         | przez Rędziny, ul.Wesołą i ul.Kościuszki.                            |

## Historia
Pierwszą linią autobusową do Gminy Rędziny była linia 11, która po reformie z 1964 r. otrzymała oznaczenie 56. Linię 56 obsługiwały przegubowe Ikarusy 280, pojedyncze Ikarusy 260 oraz Jelcze M11. Do Marianki Rędzińskiej od 1985 roku kursowały początkowo autobusy MPK (linia 56bis), a w latach 1991–1992 linię obsługiwał częstochowski PKS.
Po przemianach ustrojowych gmina nie podpisała umowy z MZK w Częstochowie na obsługę linii 56 i na mocy uchwały z dnia 22 lipca 1991 roku, powołała zakład budżetowy jakim jest Gminny Zakład Komunikacyjny w Rędzinach, który zaczął działać z dniem 1 sierpnia 1991 roku. Bazę taborową Gminnego Zakładu Komunikacji oparto początkowo na pięciu Jelczach PR110M w tradycyjnych, biało-czerwonych barwach. Z racji dużego obciążenia pasażerskiego i kiepskiej jakości pierwszych autobusów Jelcz PR110, do 1997 dokupiono jeszcze sześć autobusów.
Linia GZK otrzymała oznaczenie „R”, natomiast linie „Rk (do Karoliny)” i „Rm” (do Marianki Rędzińskiej) powstały 1 marca 1992 roku.
Pierwszym kierownikiem GZK był Jan Kluska, który sprawował tę funkcję do 1992 roku. Od 1992 do 1997 funkcję kierownika pełnił Jakub Janik, natomiast od 1997 roku do 2016 zakładem kierował Andrzej Rzeszot, który od roku 1998 rozpoczął proces zmian barw zakładowych i modernizacji wysłużonych Jelczy. Przy okazji napraw generalnych i bieżących wprowadzona została barwa kremowo-zielona.Do końca sierpnia 1999r. pierwszą bazę stanowił plac i garaże wynajmowane od Kombinatu Remontowo Budowlanego "Remur" działającego przy Cementowni Rudniki. 19 lipca 1999r. Rada Gminy Rędziny podjęła uchwałę przejęcia placu u zbiegu ulic Dworcowej i Ogrodowej w Rudnikach. W kolejnych latach dokonano także budowy hali napraw oraz utwardzenia placu manewrowego na terenie nowej zajezdni.
W 2006 roku rozpisano przetarg na 6 nowych niskopodłogowych autobusów. Przetarg wygrała firma Solaris Bus & Coach, która jesienią dostarczyła 6 sztuk niskopodłogowych autobusów marki Solaris Urbino 10. Pod koniec 2009 roku ogłoszono przetarg na kolejne 4 autobusy niskopodłogowe, również 10 metrowe. W pierwszym półroczu 2010 roku dostarczyła je firma Solaris Bus & Coach. 
We wrześniu 2016 roku, dzięki otrzymaniu dofinansowania ze śląskiego RPO na transport niskoemisyjny, ogłoszono przetarg na zakup czterech klimatyzowanych autobusów hybrydowych z napędem spalinowo-elektrycznym o długości 12 metrów. Otwarcie ofert nastąpiło 2 grudnia 2016 roku, jedynym oferentem był MAN. Oficjalne przekazanie nowych pojazdów miało miejsce 29 czerwca 2017 roku, jednak pojazdy wyjechały na ulice gminy kilkanaście dni później, bo 10 lipca. 
W maju 2019 r. ogłoszono przetarg – licytację na sprzedaż 4 najstarszych Solarisów z 2006 r. Cztery Solarisy Urbino 10 (#13,#14,#16,#17) trafiły do miasta Sochaczew i tamtejszego Zakładu Komunikacji Miejskiej, który jako jedyny złożył ofertę kupna.

## Tabor
GZK Rędziny posiada 10 autobusów w służbie liniowej następujących marek:
| Solaris Urbino 10                           | 2006                                        | system informacji pasażerskiej · przewóz osób na wózkach                                                                                               | 2    |      |      |
| Solaris Urbino 10                           | 2010                                        | system informacji pasażerskiej · przewóz osób na wózkach · monitoring                                                                                  | 4    |      |      |
| MAN Lion's City A37 Hybrid                  | 2017                                        | system informacji pasażerskiej · przewóz osób na wózkach · monitoring · klimatyzacja przestrzeni pasażerskiej · ładowarki USB · Internet bezprzewodowy | 4    |      |      |
| Wszystkie pojazdy                           | Wszystkie pojazdy                           | Wszystkie pojazdy | 10   | 10   | 10   |
| Udział autobusów niskopodłogowych we flocie | Udział autobusów niskopodłogowych we flocie | Udział autobusów niskopodłogowych we flocie | 100% | 100% | 100% |

Prawie wszystkie autobusy marki Jelcz PR110M wyprodukowane były w 1991 r. i otrzymały numery taborowe od #1 do #5 Wyjątkiem jest Jelcz PR110U o numerze taborowym #12, który został kupiony po przebudowie od słupskiej Kapeny w 2000 r..
Począwszy od roku 1992 dokupiono jeszcze dwa Jelcze PR 110M (#6, #7) oraz zmodernizowaną wersję PR110 czyli 120M (#8). W związku z zakończeniem produkcji modelu PR110 zakupiono w sumie 4 Jelcze 120M - ósmy autobus wyprodukowano w 1992(#8), dziewiąty w 1993 r.(#9), dziesiąty w 1994 r., najnowszy z 1996 (#11) o nowej stylistyce zewnętrznej.
Od 1991 do 2010 r. zakład posiadał: 8 sztuk Jelczy PR110M oraz 4 Jelcze 120M. Między czerwcem 2010 r. a styczniem 2011 r.  wysłużone autobusy do kasacji były wystawiane na sprzedaż. 4 sztuki (#7,#9,#10,#4) trafiły do Stalowej Woli Rozwadów, większość (#3,#5,#2,#11,#8,#1,#6,#12) trafiła do Bobrownik/ Suradówka (woj.kuj.pom.).
Solarisy kupione w 2006 r. i 2010 r. mniejsze od dotychczas eksploatowanych otrzymały numery taborowe od #13 do #22.
Hybrydowe MANy kupione w 2017 roku otrzymały numery od #23 do #26.
W maju 2019 r. ogłoszono przetarg – licytację na sprzedaż 4 najstarszych Solarisów z 2006r. Cztery Solarisy Urbino 10 (#13,#14,#16,#17) trafiły do miasta Sochaczew i tamtejszego Zakładu Komunikacji Miejskiej, który jako jedyny złożył ofertę kupna. Obecnie Solarisów z obu dostaw jest w sumie 6 sztuk. 
Tabor techniczny
- Peugeot Partner II
- Opel Movano (zakup 2017r.)
- Polonez Truck (sprzedany 2017r.)

## Lista kierowników
- 1991–1992 Jan Kluska
- 1992–1997 Jakub Janik
- 1997–2016 Andrzej Rzeszot
- 2016 - 2024 Adam Wolski
- 2024 - 2025 Mateusz Stacherczak
- od 2025 Adam Wolski